# 미쓰자와시모초역
미쓰자와시모초역(일본어: 三ツ沢下町駅、みつざわしもちょうえき)(영어: Mitsuzawa-shimocho Station)은 일본 가나가와현 요코하마시 가나가와구에 있는 철도역이다.

## 타는 곳
상대식 승강장 2면 2선의 지하역 형태이다.
| 1 | ■ 블루 라인 | 요코하마・간나이・가미오오카・도쓰카・쇼난다이 방면 |
| 2 | ■ 블루 라인 | 신요코하마・센터 미나미・아자미노 방면              |

## 이용 현황
- 1일 평균 승차 인원
  - 2008년 5,679명
  - 2007년 5,817명
  - 2006년 5,775명
  - 2005년 5,760명

## 역세권 정보
- 국도 제1호선
- 가나가와 대학 요코하마 캠퍼스
- 일본성공회
- 단마치 역 - 도큐 도요코 선
- 미쓰자와 상점가

## 역사
- 1985년 3월 14일: 영업 개시.
- 2007년 4월 28일: 스크린도어 사용 개시.

## 인접역
| 요코하마 시 교통국 ■ 지하철 3호선(블루 라인) | 요코하마 시 교통국 ■ 지하철 3호선(블루 라인) | 요코하마 시 교통국 ■ 지하철 3호선(블루 라인) |
| -------------------------------------------- | -------------------------------------------- | -------------------------------------------- |
| B20 요코하마 쇼난다이 방면                   |                                              | 미쓰자와카미초 B22 아자미노 방면             |